# Galápagosstorsvala
Galápagosstorsvala (Progne modesta) är en fågel i familjen svalor inom ordningen tättingar.

## Utseende
Galápagosstorsvala är en stor och mycket mörk svala med trekantiga vingspetsar och svagt kluven stjärt. Hanen är helt blåsvart, hona och ungfågel mestadels bruna med blåaktig ton på ovansidan. Den är mycket lik blå storsvala som kan besöka Galápagos vintertid, men galápagosstorsvalan är mindre och honan saknar ljus buk. 

## Utbredning och systematik
Fågeln förekommer enbart på Galápagosöarna. Den behandlas som monotypisk, det vill säga att den inte delas in i några underarter.

## Status
Gálapagosstorsvalan tros ha en mycket liten världspopulation som understiger 1000 vuxna individer. Troligen minskar den även i antal, även om kunskapen är bristfällig. IUCN kategoriserar arten som starkt hotad.